# Comuna Rugvica, Zagreb
Rugvica este o comună în cantonul Zagreb, Croația, având o populație de 7.871 de locuitori (2011).

## Demografie
Componența etnică a comunei Rugvica
     Croați (96,33%)
     Necunoscut (0,41%)
     Neclasificat (2,72%)
Componența confesională a comunei Rugvica
     Catolici (92,9%)
     Musulmani (2,08%)
     Ortodocși (1,35%)
     Necunoscută (2,13%)
     Alte religii (1,54%)
Conform recensământului din 2011, comuna Rugvica avea 7.871 de locuitori. Din punct de vedere etnic, majoritatea locuitorilor (96,33%) erau croați. Apartenența etnică nu este cunoscută în cazul a 0,41% din locuitori. Din punct de vedere confesional, majoritatea locuitorilor (92,9%) erau catolici, existând și minorități de musulmani (2,08%) și ortodocși (1,35%). Pentru 2,13% din locuitori nu este cunoscută apartenența confesională.